# Angela Calomiris
Angela Calomiris (* 1. August 1916 in New York City; † 30. Januar 1995 in San Miguel de Allende, Mexiko) war eine US-amerikanische Fotografin, die unter dem Namen Angela Cole eine geheime FBI-Informantin in der Kommunistischen Partei der USA (CPUSA) wurde. Calomiris arbeitete sieben Jahre lang verdeckt für die Partei, von Februar 1942 bis zum 26. April 1949, als sie als Zeugin im Prozess gegen elf CPUSA-Führer geladen wurde, die am 13. Oktober 1949 auf Basis des Smith Acts wegen Verschwörung zum Sturz der US-Regierung verurteilt wurden. Sie hatte mehrere lesbische Beziehungen und gehörte den lesbischen Gemeinschaften in New York City und Provincetown, Massachusetts, an.

## Leben
Angela Calomiris wurde als Tochter griechischer Einwanderer in New York geboren und wuchs in der Lower East Side von Manhattan auf. Sie besuchte das Brooklyn College und das Hunter College, entschied sich aber nach zwei Jahren für eine Karriere als Fotografin. Sie zog nach Greenwich Village und arbeitete für den Broadway-Fotografen Hal Phyfe. Später trat sie der Photo League bei, einer Gruppe von Amateur- und Berufsfotografen, die das Leben in den Arbeitervierteln New Yorks dokumentierten.

### Tätigkeit als FBI-Informantin
Im Februar 1942 wurde Angela Calomiris von zwei FBI-Agenten angesprochen, ob sie bereit sei, die CPUSA als Informantin zu infiltrieren. Die Agenten erklärten ihr, dass sie weder Geld noch Ruhm für ihre Arbeit erhalten würde und dass sie, wenn sie entdeckt würde, entlassen würde, was sie in persönliche Gefahr bringen könnte, aber Calomiris nahm das Angebot nach einer Woche Bedenkzeit dennoch an. Als sie 1950 zu ihrer Entscheidung befragt wurde, sagte Calomiris der New York Times, sie habe das Angebot angenommen, weil sie „irgendwie eine Heldin sein wollte“. Ihre FBI-Betreuer rieten ihr, „niemals konspirativ zu handeln oder zu versuchen, in die Geheimnisse der Partei einzudringen“, sondern einfach alle Informationen zu sammeln und zu melden, auf die sie stieß.
Einige Wochen nach ihrer Begegnung mit dem FBI besuchte Angela Calomiris eine Konferenz über die sowjetischen Bemühungen im Zweiten Weltkrieg, wo sie von kommunistischen Organisatoren rekrutiert wurde. Sie willigte ein, der Partei beizutreten, wurde aber von ihren kommunistischen Anwerbern angewiesen, aus Sicherheitsgründen einen Decknamen anzunehmen, und wählte den Namen Angela Cole. Calomiris stieg dann schnell in der Partei auf, indem sie sich freiwillig für Aufgaben meldete, die sonst niemand machen wollte. Während ihrer Zeit in der Partei diente sie als Bildungsdirektorin, Ortsgruppenorganisatorin und Mitorganisatorin der CPUSA-Ortsgruppe West Midtown, bevor sie zur Finanzsekretärin aufstieg. Als Finanzsekretärin hatte Calomiris Zugang zu umfangreichen Informationen über Parteimitglieder, einschließlich der wirklichen Namen aller Mitglieder der Sektion und der nationalen Parteiführung, und gab diese Informationen an das FBI weiter. Während der gesamten Zeit, in der Calomiris als Informantin diente, verdiente sie ihren Lebensunterhalt als professionelle Fotografin, die sich auf Tierfotografie spezialisierte, aber das FBI zahlte ihr auch ein Gehalt (eine Tatsache, die Calomiris später bestritt) und übernahm ihre Ausgaben, einschließlich der Beiträge zur Kommunistischen Partei.
Während des Zweiten Weltkriegs vermied es das US-Justizministerium, amerikanische Kommunisten strafrechtlich zu verfolgen, um den damaligen militärischen Verbündeten Sowjetunion nicht zu verärgern. Nach dem Ende des Krieges begann man, einen Fall gegen die Führung der CPUSA zusammenzustellen, der sich auf Beweise von Informanten, darunter Angela Calomiris, stützte. John McGohey, US-Staatsanwalt für den südlichen Distrikt von New York, übernahm die Leitung der Strafverfolgung und erhob am 20. Juli 1948 auf der Grundlage des Smith Act Anklage gegen zwölf kommunistische Führer. Die Angeklagten wurden daraufhin von einer Grand Jury angeklagt und verhaftet.
Nach den Verhaftungen hielt sich Angela Calomiris versteckt und setzte ihre Parteiarbeit fort. Als im Januar der Prozess gegen die kommunistischen Führer begann, reiste sie nach Washington, D.C., um gegen die Verfolgung zu protestieren. Sie spendete auch 50 Dollar aus Regierungsmitteln für den Verteidigungsfonds der Angeklagten und wurde gebeten, bei der Planung der juristischen Strategie zu helfen, was sie jedoch ablehnte. Während des Prozesses beschloss die Staatsanwaltschaft, Calomiris als Zeugin aufzurufen, und am 26. April überraschte sie die Angeklagten, als sie für die Anklage in den Zeugenstand trat.
In ihrer Aussage identifizierte Angela Calomiris vier der Angeklagten, John Williamson, Benjamin J. Davis, Robert G. Thompson und Gil Green, als Mitglieder der Kommunistischen Partei und gab Informationen über deren Organisation. Sie sagte auch aus, dass die Partei für eine gewaltsame Revolution gegen die Regierung eintrete und dass die Partei auf Anweisung Moskaus versucht habe, Mitglieder zu rekrutieren, die in den Schlüsselindustrien des Krieges arbeiteten. 
Etwa zur Zeit des Prozesses begann Angela Calomiris auch eine Beziehung mit Myrtis Johnson, der Schwägerin ihres FBI-Betreuers Ken Bierly.
Die Angeklagten im Prozess wurden am 13. Oktober 1949 verurteilt, und Angela Calomiris wurde durch ihre Rolle im Prozess zu einer kleinen Berühmtheit. Diese Berühmtheit nutzte sie, um eine Autobiographie mit dem Titel Red Masquerade: Undercover for the FBI zu schreiben, die 1950 erschien. Nach der Veröffentlichung ihres Buches nahm Calomiris an einer Reihe von Radio-Talkshows teil und trat in der Sendung Today with Mrs. Roosevelt der ehemaligen First Lady Eleanor Roosevelt auf NBC auf. Zur gleichen Zeit arbeitete Calomiris weiterhin mit dem FBI zusammen und lieferte Informationen über eine kommunistische, lesbische Polizistin namens Yetta Cohn, was zur Entlassung von Cohn und einer weiteren Frau führte.
Angela Calomiris’ Ruhm begann bald zu verblassen, und eine Reihe potenzieller Fernseh- und Filmprojekte scheiterten ebenso wie Angebote, als Fotografin zu arbeiten. Etwa zur selben Zeit trennte sich Angela Calomiris von Myrtis Johnson und zerstritt sich mit vielen ihrer Freunde aus der New Yorker Lesbenszene, die ihre Entscheidung, dem FBI Informationen über Cohn zu geben, missbilligten. Angela Calomiris verließ daraufhin New York und eröffnete in den 1960er Jahren eine Frühstückspension in Provincetown, Massachusetts. Als sich Provincetown von einem Fischerdorf zu einem Badeort zu entwickeln begann, kaufte Calomiris eine Reihe von Immobilien, darunter das Gästehaus in der Commercial St. 353, das sie Angels’ Landing nannte und das noch heute (Stand 2025) existiert und an die FBI-Spionin erinnert.
Angela Calomiris starb 1995 in San Miguel de Allende, Mexiko.